# Durham, Oregon
Durham este un oraș din comitatul Washington, statul  Oregon,  Statele Unite ale Americii. Populația sa era de 1.382 de locuitori conform recensământului din anul 2000, iar la estimare din 2007 populația era de 1.395 de rezidenți. 